# Brodek Hoppego
Brodek Hoppego (Tortula hoppeana (Schultz) Ochyra) – gatunek mchu należący do rodziny płoniwowatych (Pottiaceae Schimp.).

## Rozmieszczenie geograficzne
Występuje w Ameryce Północnej (Grenlandia, Kanada, Stany Zjednoczone), Europie, Azji, północnej Afryce, na Islandii.
W Polsce podawany m.in. z Bieszczadów Zachodnich.

## Morfologia
GametofitListki jajowate do podłużnych. Wierzchołek ostry lub sporadycznie zaokrąglony. Brzegi blaszki podwinięte w środkowej części, sporadycznie płaskie.
SporofitSeta długości od 0,9–1,2 do 1,9 cm. Puszki cylindryczne, stojące i prawie proste, długości 1,5–2 do 2,8 mm. Perystom długości (150) 300–350 µm, o 16 zębach zwykle nie skręconych. Wieczko długości 0,7–1 mm.
ZarodnikiZarodniki kuliste lub eliptyczne, o rozmiarach 20–23(25) µm.

## Biologia i ekologia
Gatunek jednopienny, kilkuletni. Puszki dojrzewają latem. U okazów w Bieszczadach Zachodnich nie zaobserwowano wykształcania sporogonów.
Brodek Hoppego jest światłolubny, kserofilny, słabo kalcyfilny. Rośnie na powierzchni ziemi, na skałach, w zbiorowiskach epilitycznych. Gatunek wysokogórski, na północy występuje na niższych wysokościach, ku południowi do ponad 3300 m n.p.m. W Bieszczadach Zachodnich występuje na wysokości do 1310 m n.p.m.

## Systematyka i nazewnictwo
Synonimy: Desmatodon latifolius (Hedw.) Brid., Tortula eucalyptrata Lindb., Trichostomum hoppeanum Schultz.

## Zagrożenia i ochrona
Gatunek uznany w Bieszczadach za skrajnie zagrożony wyginięciem (kategoria zagrożenia CR). Część stanowisk tego gatunku jest chronionych w obrębie Bieszczadzkiego Parku Narodowego.